# Sorkokret wścibski
Sorkokret wścibski (Uropsilus investigator) – gatunek ssaka z rodziny Talpidae. Gatunek endemiczny występujący w Chinach na terenie prowincji Junnan. Naturalne siedliska występują na wysokości 3,600–4,600 m w lasach. W Chinach regionalnie został uznany za gatunek zagrożony.